# ميغيل إتشيكولاتز
ميغيل إتشيكولاتز (بالإسبانية: Miguel Etchecolatz)‏ (و. 1929 – م) هو ضابط الشرطة من الأرجنتين ولد في الأرجنتين.